# Apate approximate
Apate approximate là một loài bọ cánh cứng trong họ Bostrichidae. Loài này được Dupont in Dejean miêu tả khoa học năm 1833.